# بوببیو
بوببیو (به ایتالیایی: Bubbio) یک کومونه در ایتالیا است که در استان آسته واقع شده‌است.

## خصوصیات
بوببیو ۱۵٫۷ کیلومترمربع مساحت و ۹۱۹ نفر جمعیت دارد و ۲۲۴ متر بالاتر از سطح دریا واقع شده‌است.